# Kawiarnia U Aktorek

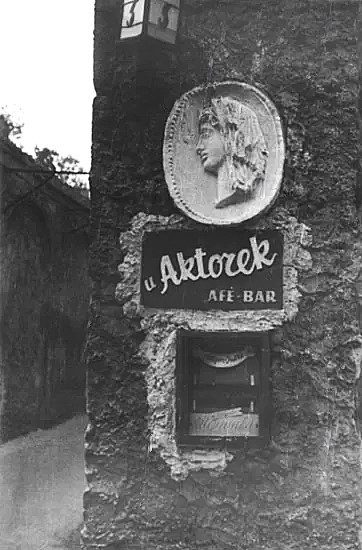
Szyld barokawiarni „U Aktorek” przy ul. Mazowieckiej 5 (1943)

Kawiarnia „U Aktorek” – kawiarnia działająca w okupowanej Warszawie. Znajdowała się przy ul. Piusa XI 12 a następnie przy ul. Mazowieckiej 5.

## Historia
Kawiarnia powstała w kwietniu 1940. Projektantką i aranżerką wnętrza była Irena Pokrzywnicka. 22 kwietnia 1940 w gadzinowym dzienniku „Nowy Kurier Warszawski” ukazało się ogłoszenie: Aktorki teatrów warszawskich, pracujące dotychczas w „Café Bodo” zapraszają na otwarcie własnej kawiarni u Aktorek w pałacyku na rogu Al. Ujazdowskich i Piusa XI w sobotę, 27 kwietnia b.r.
Jedną z założycielek była Krystyna Zelwerowicz. Pracowali i występowali tam m.in. Zofia Lindorfówna, Jadwiga Kuryluk, Elżbieta Barszczewska, Jerzy Leszczyński, Maria Gorczyńska, Mieczysława Ćwiklińska, Witold Lutosławski, Mieczysław Fogg, Tola Mankiewiczówna, Lucyna Messal i Ewa Bandrowska-Turska.
Kawiarnia działała do 15 sierpnia 1944.